# جيم بيكمان
جيم بيكمان (بالإنجليزية: Jim Beckman)‏ هو لاعب كرة قاعدة أمريكي، ولد في 1 مارس 1905 في سينسيناتي في الولايات المتحدة، وتوفي في 5 ديسمبر 1974 في مونتغومري في الولايات المتحدة.

## وصلات خارجية
- جيم بيكمان على موقعبيزبول رفرنس.كوم (الدوري الرئيسي) (الإنجليزية)